# Snellaadpaal

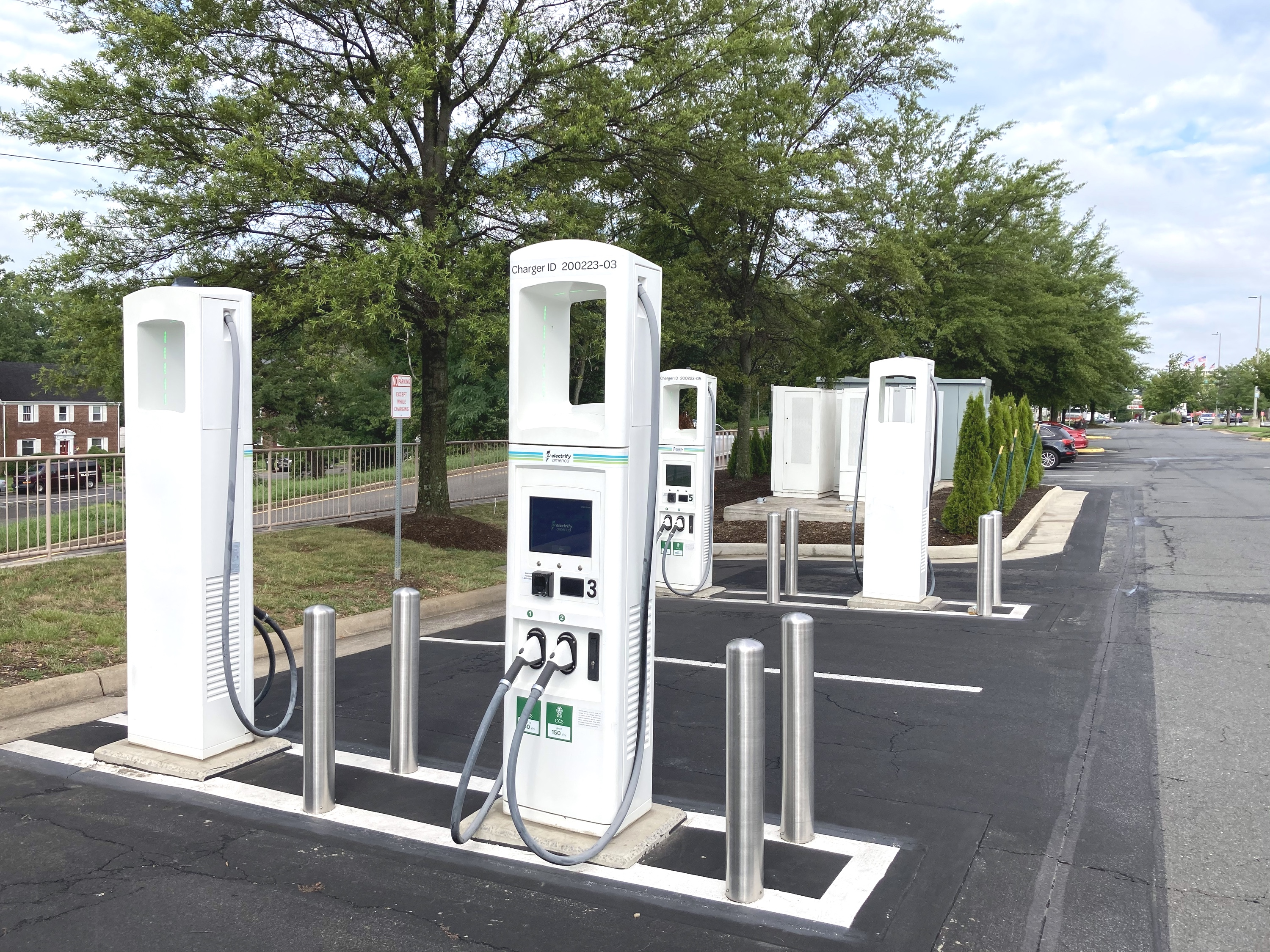
Een typisch snellaadstation van Electrify America met meerdere snellaadpalen.

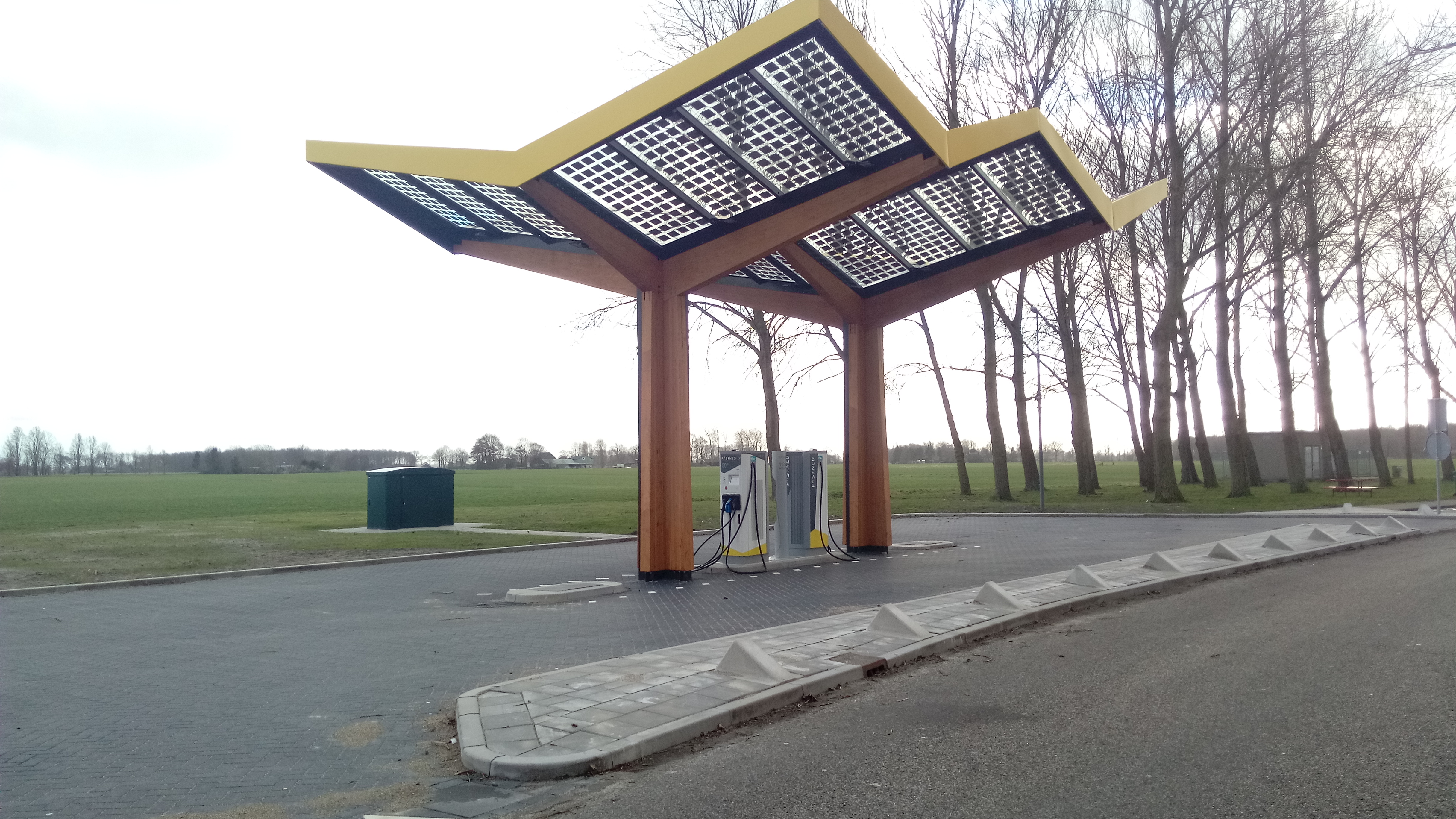
Een snellaadstation van Fastned.

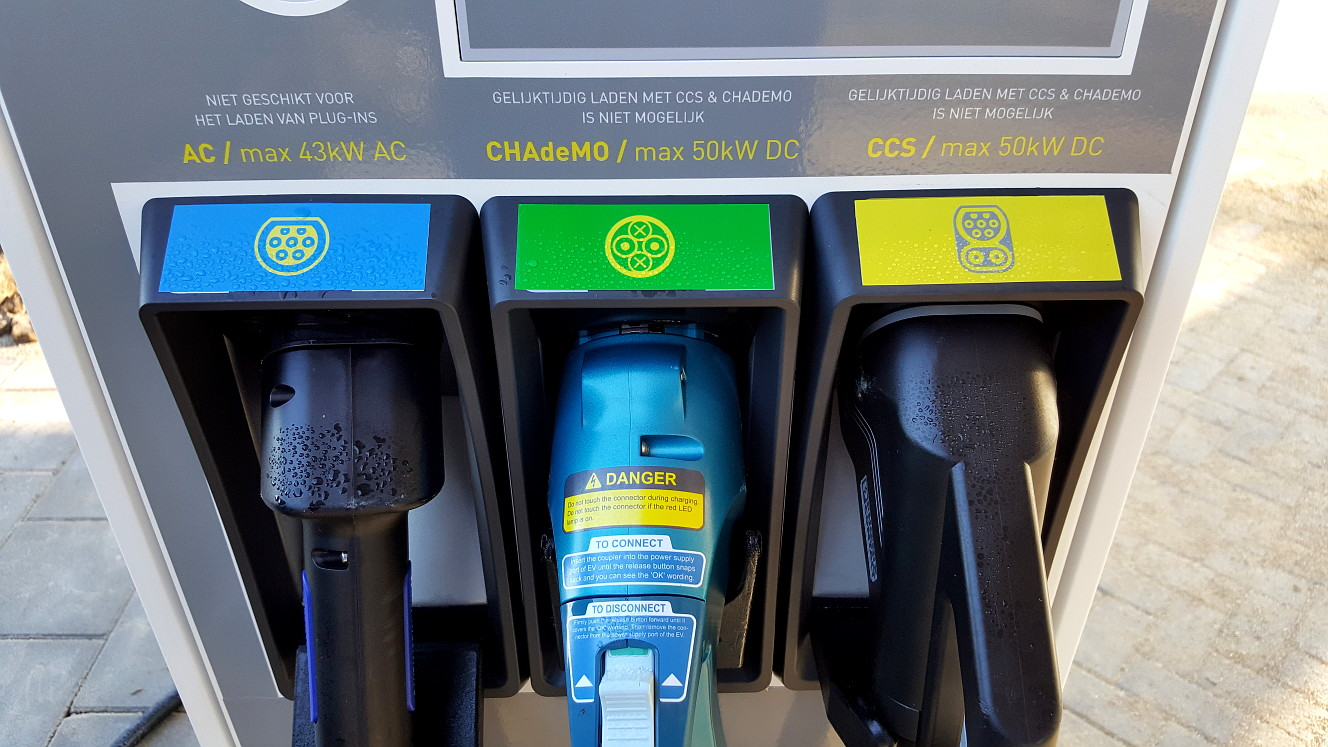
Snellaadpaal met drie stekkers:
AC, CHAdeMO, CCS

Snellaadpalen zijn laadpalen waarbij elektrische voertuigen hun accu met hoge snelheden kunnen bijladen. Snelladers ondersteunen in 2023 doorgaans vermogens van 50 tot 350 kW. Dit gebeurt door gelijkstroom met groot vermogen te leveren aan het voertuig. Hierbij zit de aansturende apparatuur niet in het voertuig, zoals bij laden met wisselstroom het geval is, maar in het laadstation. Snelladers staan op locaties waar veel voertuigen passeren, zoals bij parkeerplaatsen en tankstations en zelden in woonwijken.

## Laadnetwerken
Er zijn in Nederland en België diverse bedrijven die snellaadpalen exploiteren geschikt voor diverse merken. Volgens informatie van de ANWB waren er eind 2012 in Nederland ca. 600 snellaadstations met ongeveer 2.500 snelladers. In augustus 2023 is dat aantal gegroeid naar 4.875 (semi)publieke snelladers van minimaal 22 kW, waarvan 2.548 snelladers een vermogen van meer dan 100 kW hebben.

## Techniek
Een gelijkstroom-snellader verschilt van een wisselstroomlader. Om een accu te kunnen laden, moet deze voorzien worden van gelijkspanning. Bij een "langzame" lader (minder dan 22 kW) zit de apparatuur om wisselspanning van het net naar gelijkspanning voor de accu te converteren in het voertuig zelf. Bij snelladers gebeurt het omvormen van netstroom naar gelijkstroom voor grote vermogens in het laadstation zelf. Om deze grote vermogens mogelijk te maken door kabels die mensen eenvoudig aan hun auto moeten kunnen koppelen, waarbij een stroom van honderden Ampère bij maximaal 800 volt mogelijk zijn, worden de laadkabels actief gekoeld met vloeistofcirculatie.

## Standaarden
Er bestaan globaal vier grote standaarden voor de stekkers van snelladers:
- Combined Charging System type 2 of CCS is de standaard binnen de Europese Unie. Het maximale oplaadvermogen kan oplopen tot 350 kW.[3]
- CHAdeMO is oorspronkelijk in Japan geïmplementeerd was ook in Europa tot 2015 een veelvoorkomende standaard. o.a. Nissan, Peugeot, Citroën, Honda, Kia, Mitsubishi. CHAdeMO versie 1 ondersteunt tot 62,5 kW, waar een herziene specificatie tot 400 kW ondersteunt.
- North American Charging Standard of NACS, was uitsluitend voor Tesla, maar is in 2022 opengesteld voor andere fabrikanten van elektrische voertuigen.
- GB/T wordt alleen gebruikt binnen China.

### Typen connectoren
| Kenmerk  | CHAdeMO        | CCS type 1       | CCS type 2       | NACS (Tesla) | GB/T           |
| -------- | -------------- | ---------------- | ---------------- | ------------ | -------------- |
| Regio's  | Vlag van Japan | /                | Vlag van Europa  | /            | Vlag van China |
| stroom   | 125 A          | 500 A            | 500 A            | 400 A        | 250 A          |
| spanning | 500 V (DC)     | 200 - 900 V (DC) | 200 - 900 V (DC) | 500 V (DC)   | 1000 V (DC)    |
| pinnen   | 10             | 7                | 9                | 5            | 9              |
| Schema   |                |                  |                  |              |                |

## Betalen
Traditioneel moet een laadbeurt betaald worden met een van de vele verschillende laadpassen waarop onderlinge beperkingen qua geldigheid zijn en met een veelheid aan tarieven.
In de EU moeten alle nieuwe installaties van snellaadpalen vanaf 13 april 2024 uitgerust zijn met een betaalterminal waar de gebruiker kan betalen met een bankkaart. Het tarief moet op het scherm getoond worden. Voor bestaande installaties geldt dezelfde verplichting vanaf 2027.